# ديفيد غراهام (كاتب)
ديفيد غراهام (بالإنجليزية: David Graham)‏ هو كاتب أمريكي، ولد في 28 فبراير 1953.